# The Heliocentric Worlds of Sun Ra, Volume 2
The Heliocentric Worlds of Sun Ra, Volume 2 ist ein Jazzalbum von Sun Ra. Die am 16. November 1965 in den RLA Sound Studios in New York City entstandenen Aufnahmen erschienen 1966 als LP und 1992 als CD auf ESP-Disk.

## Hintergrund
Nachdem Sun Ra im Oktober 1964 Bernard Stollman von ESP getroffen hatte und dieser das Arkestra gehört hatte, wollte er mehrere Alben mit ihm aufnehmen. Die Sessions des Sun Ra Arkestra in den Richard L. Alderson Studios 1965, aus denen die beiden Alben von Heliocentric Worlds hervorgingen, fanden während der extremsten Periode des freien Improvisierens von Sun Ras Karriere statt; während dieser Monate entstand auch das Album The Magic City (Saturn Records) im Mai und Juni. Nachdem Volume 1 am 20. April 1966 mit einer elfköpfigen Band aufgenommen worden war und das Material aus sieben relativ kurzen Tracks (keiner länger als acht Minuten) bestanden hatte, spielte das Arkestra im November 1966 bei Volume 2 in einer Oktett-Besetzung drei ausgedehnte Titel. Im Gegensatz zu Vol. 1 war die Session viel freier angelegt und enthielt das eine LP-Seite umfassende „The Sun Myth“, eine Art Doppelkonzert für Ronnie Boykins’ gestrichenen Bass und Sun Ras Klavier bzw. Clavioline, und das 15-minütige „Cosmic Chaos“. Obwohl das „Volume 2“ im Titel ein gewisses Maß an Kontinuität mit dem Vorgängeralbum andeute, sei dies ein wenig irreführend, da es sich um die einzige anerkannte Verbindung mit The Heliocentric Worlds of Sun Ra, Vol. 1 handle, meint Lindsey Planer in Allmusic. Die Bandnummern würden nur die Reihenfolge angeben, in der die beiden LPs 1966 herausgegeben wurden.
Sun Ras Arbeit mit einem Ensemble legt oft einen erklärten Schwerpunkt auf die perkussive Natur von Soli sowie innerhalb des Gruppenkontextes, so Planer. Die darunter liegende freie Antistruktur ermöglicht es, Kontraste zu definieren, die letztendlich die fortschreitende Klangskulptur begründen. „The Sun Myth“ demonstriere Ras Methode, die um ihn versammelten Musiker von überall innerhalb dieser Gruppe zu führen. Auf dieser Aufnahme ist er zu hören, wie er den improvisatorischen Austausch auf gestimmten Bongos einleitet – für einen Teil des Stücks – und nicht von seinen sonst üblichen Tasteninstrumenten. „Cosmic Chaos“ sei das archetypischste der Ensemblewerke, die Ra und seine verschiedenen Arkestras in den 1960er-Jahren produziert hätten. Das ausgedehnte Stück beginnt mit überstürztem aggressiven Kontrapunkt und baut sich in rückhaltlosen Gruppencrescendos auf, die ebenfalls von verschiedenen Holzbläsersolisten punktiert werden.
Die Original-LP von The Heliocentric Worlds of Sun Ra, Volume 2 hatte ein vom ESP-Grafiker Paul Frick gestaltetes Frontcover, bestehend aus einer (angeblich bereits aus dem 16. Jahrhundert stammenden) deutschen astronomischen Karte des Sonnensystems, darunter Porträts für die Entwicklung des heliozentrischen Weltbildes zentraler Persönlichkeiten von Leonardo da Vinci bis zu Tycho Brahe sowie, darin eingereiht, von Sun Ra und von Pythagoras, mit dem sich Sun Ra als Begründer einer Bruderschaft und aufgrund seiner Ausbildung in Ägypten sehr verbunden fühlte.

## Editorische Anmerkungen
Das Album erschien in Europa auf verschiedenen weiteren Labels, zunächst als Lizenzausgabe auf Fontana (STL 5499), in den 1980er Jahren auf Boots, Base, Explosive und (eindeutig als Bootleg) in Deutschland mit verändertem Albumtitel „The Sun Myth“ bei Happy Bird Bird (1983) und Magic Music (CD, 1990).
Ein Album mit unveröffentlichtem Material der Session vom 16. November 1965 erschien 2006 als Heliocentric Worlds Vol. 3 – The Lost Tapes auf ESP-Disk. 2021 veröffentlichte das Schweizer Label ezz-thetics die CD Heliocentric Worlds 1 & 2 Revisited, die remasterte Ausgaben beider Alben enthält.

## Titelliste
- Sun Ra: The Heliocentric Worlds of Sun Ra, Volume 2 (ESP-Disk 1017)[7]

1. The Sun Myth 17:20
2. A House of Beauty 5:10
3. Cosmic Chaos 14:15

Die Kompositionen stammen von Sun Ra.

## Rezeption

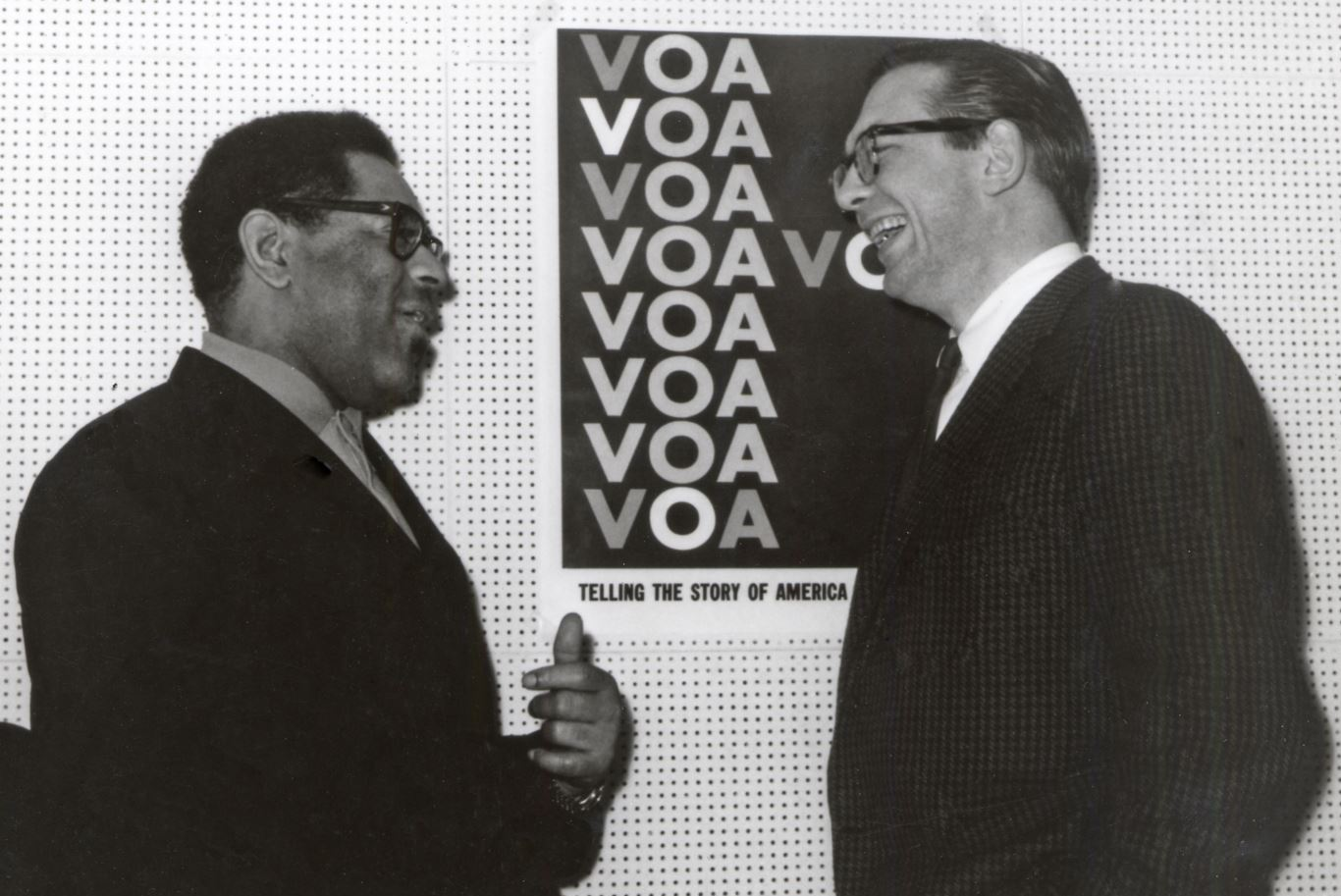
Willis Conover (rechts) mit Dizzy Gillespie

Mehrere zeitgenössische Rezensenten lehnten das Album ab, hatte Chris May recherchiert; Martin Williams zum Beispiel, der ein früher Verfechter von Ornette Coleman gewesen war und Albert Ayler und Cecil Taylor schätzte, lehnte das seitenlange „The Sun Myth“ ab, und bezeichnete es als „Soundtrack-Musik aus einem schlechten Science-Fiction-Film“. Ira Gitler schimpfte über „sogenannte Weltraummusik“ und „zusammenhangloses Treiben“. Fast allein unter den Gatekeepern, die zu dieser Zeit Heliocentric Worlds of Sun Ra [zur Besprechung] bekamen, war der Kritiker Willis Conover vom Sender Voice of America, der damit begann, Sun Ras ESP-Alben fast jede Nacht in seinen Sendungen nach Europa vorzustellen, und so das europäische Publikum begeisterte.
Nach Ansicht von Richard Cook und Brian Morton, die das Album in The Penguin Guide to Jazz mit drei Sternen auszeichneten, würden im Rückblick beide Bände von Heliocentric Worlds nicht weltbewegend erscheinen, und doch sei dies wahrscheinlich das beste Werk Sun Ras aus dieser Zeit. Die Palette der „Weltraum-“-Effekte Sun Ras sei hier außergewöhnlich lebendig; neben dem Piano spielte er weitere Instrumente. Perkussion dominiere auf beiden Alben, obwohl es im zweiten Teil eine Verschiebung hin zu einem diskursiveren und lineareren Kompositionsstil gibt; es entstehe das Gefühl, dass einige dieser Tracks nicht ganz so vollständig ausgearbeitet wurden wie auf dem ersten Album. Diese sollten auch nicht als zweiteiliges Werk angesehen werden, da zwischen den beiden Alben über den Titel und das Personal hinaus tatsächlich nur sehr wenig Verbindung bestehe.
Lindsay Planer verlieh dem Album in Allmusic vier Sterne und schrieb, zum Teil aufgrund der breiteren Bekanntheit und Verbreitung des ESP-Labels seien sich Enthusiasten und Kritiker einig in ihrer Anerkennung dieses Meisterwerks des Free Jazz gewesen – oder, wie Ra es nannte, „Space Jazz“. Heliocentric Worlds of Sun Ra, Volume 2 bestehe aus drei einzigartigen Kompositionen: „The Sun Myth“, „A House of Beauty“ und „Cosmic Chaos“. Die Interaktionen der Gruppe würden faszinierende Bass-Soli von Ronnie Boykins sowie einige leidenschaftliche Beiträge auf dem Altsaxophon von Marshall Allen umfassen. Im direkten Kontrast zu den Werken, die es umgeben, steht „A House of Beauty“. Die Betonung verschiebt sich und stellt Allens ungezügelte Piccolo-Soli mit Ra am Klavier und Robert Cumming an der Bassklarinette gegenüber. Besonders hervorzuheben seien hier Sun Ras sehnsüchtig lyrische Klavierläufe und Akkordprogressionen, die sich zwischen den leichten Perkussionsflächen und den dominanten Holzbläsern bewegen würden. Demgegenüber biete „A House of Beauty“ fünf Minuten relativ lyrischer Ruhe zwischen den anderen Tracks.
Chris May zählte das Album in All About Jazz zu Sun Ras zehn besten afrofuturistischen Alben. Volume 2 der Heliocentric Worlds sei ein Meilenstein in Sun Ras Entwicklung als Komponist, doch bedauerlicherweise sei das Wissen über Sun Ras Musik zum Zeitpunkt ihres Entstehens auf ein winziges Minimum beschränkt gewesen, das dem Arkestra bei seinen Auftritten in New York gefolgt sei und ihre im Selbstverlag herausgegebenen Alben kaufte, die bei den Auftritten angeboten wurden. Der Vertrag mit Bernard Stollmans Label habe Sun Ras Bekanntheitsgrad deutlich erhöht. Im Gegensatz zu Saturn hatte ESP zumindest den Anschein eines Vertriebsnetzes gehabt, hauptsächlich in New York, aber auch in London und anderen europäischen Großstädten. Und weil Stollman ein Weißer war, konnte er einen Fuß in die Tür des experimentierfreudigen Endes der Mainstream-Medien bekommen, bei denen die meisten Jazzkritiker 1965 Sun Ra überhaupt nicht kannten.
Andy Beta schrieb in Vulture, in einem der seltenen Fälle, in denen Ra nicht mithilfe seines eigenen Labels veröffentlichte, brachte ihn sein Debüt für ESP-Disk in die Gesellschaft der Fugs, Holy Modal Rounders’ und Albert Aylers. Das Jahr 1965 habe alle möglichen feurigen Jazz-Aufnahmen von John Coltrane, Ornette Coleman und Ayler hervorgebracht, aber The Heliocentric Worlds hätten dabei herausgeragt. Dies sei chaotisch und kathartisch, aber es enthülle auch eine zugrunde liegende Struktur, die sich von brüllenden Bläserstößen und aufgewühltem Tympanon-[Getrommel] zu komplizierten Stammesrhythmen und leuchtendem Vibraphon[spiel] bewege. Und das passierte in einem einzigen Stück.